# Indelibly Stamped

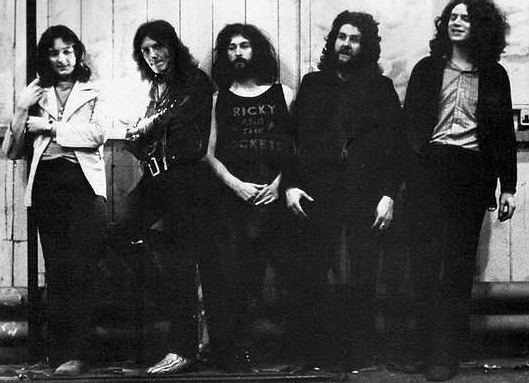
Supertramp, 1971

Indelibly Stamped ist das zweite Studio-Album der britischen Pop-/Rockband Supertramp, die im Vergleich zum Debüt- und Vorgängeralbum Supertramp (1970) bei dessen Aufnahme personell verändert agierte. Es erschien im Juni 1971 und blieb erfolglos.

## Geschichte

### Beschreibung
Im Vergleich zu ihrem Vorjahres-Debütalbum Supertramp trat die Band für die Aufnahmen zum Album Indelibly Stamped personell verändert auf: Weiterhin zur noch jungen Gruppe gehörten ihre zwei Gründungsmitglieder, Komponisten und Sänger Rick Davies (Keyboards, Mundharmonika, Gesang) und Roger Hodgson (Akustik-, Bass- und E-Gitarren, Gesang), wobei letzterer von der Bassgitarre als Hauptinstrument an die E-Gitarre wechselte und somit den zur Band Emergency gewechselten Richard Palmer ersetzte. Hinzu gesellten sich die neuen Bandmitglieder Kevin Currie (Schlaginstrument, Schlagzeug), der Robert Millars Platz einnahm, Frank Farrell (Akkordeon, Bassgitarre, Klavier, Harmoniegesang), dessen Hauptinstrument die (Hodgsons) Bassgitarre wurde, und Dave Winthrop (Flöten, Saxophone, Gesang). Die Band war somit vom Quar- zum Quintett geworden.
Im Gegensatz zum Progressive-Rock-Album Supertramp, das im Stil von Bands wie King Crimson verwurzelt ist, tendiert Indelibly Stamped stilistisch wesentlich stärker in Richtung Blues-Rock und Rock ’n’ Roll. Der musikalische Richtungswechsel hing vor allem mit der stärkeren gesanglichen und kompositorischen Beteiligung von Rick Davies zusammen.
Mit Ausnahme des von Hodgson und Farrell geschriebenen Rosie Had Everything Planned wurden alle Songs von Hodgson und Davies komponiert und getextet. Letztere sangen ihre Lieder jeweils selbst, außer Potter, das von Winthrop gesungen wurde.
Erstmals wurde auf diesem Album ein späteres Markenzeichen der Band, das Saxophon, integriert. In Songs wie Forever, das als Single mit Your Poppa Don’t Mind als zweites Lied ausgekoppelt wurde, und Times Have Changed ist erstmals ein weiteres Stilmittel der späteren Supertramp zu hören: Davies’ staccatohaft gespieltes E-Piano. Als weitere Single erschien Your Poppa Don’t Mind mit Rosie Had Everything Planned als zweitem Song.
Beide Singles blieben ebenso erfolglos wie das Album Indelibly Stamped. Erst mit dem Folgealbum Crime of the Century gelang der Band 1974 der Durchbruch.

### Albumcover
Das Album Indelibly Stamped fand einige öffentliche Aufmerksamkeit wegen des Albumcovers, das den tätowierten, nackten Torso einer Frau zeigt: Das Model Marian Hollier aus Bristol hatte für eine Gage von 45 Pfund ihren nackten Oberkörper fotografieren lassen.

## Liedliste
Das Album Indelibly Stamped (Original: LP A&M AMLH 64306) enthält 10 Lieder. Die angegebenen Längen beziehen sich auf eine CD-Version (A&M 393 129-2) des Albums, das 40:29 Minuten lang ist. Auf der ursprünglichen Schallplatte (LP) befinden sich die Songs 1 bis 5 auf der A-Seite und 6 bis 10 auf der B-Seite.
1. Your Poppa Don’t Mind – 3:02 (Davies)
2. Travelled – 4:28 (Hodgson)
3. Rosie Had Everything Planned – 3:05 (Hodgson/Farrell)
4. Remember – 4:12 (Davies)
5. Forever – 4:57 (Davies)
6. Potter – 2:24 (Davies); Hauptstimme: Dave Winthrop
7. Coming Home To See You – 4:46 (Davies)
8. Times Have Changed – 3:51 (Davies)
9. Friend In Need – 2:07 (Davies)
10. Aries – 7:37 (Hodgson)

## Besetzung
- Kevin Currie – Perkussion, Schlagzeug
- Rick Davies – Keyboards, Mundharmonika, Gesang
- Frank Farrell – Akkordeon, Bassgitarre, Klavier, Harmoniegesang
- Roger Hodgson – Akustikgitarre, Bassgitarre, E-Gitarre, Gesang
- Dave Winthrop – Flöten, Saxophone, Gesang

## Aufnahme und Produktion
Das Album Indelibly Stamped wurde von März bis April 1971 in den Olympic Studios in Barnes, einem Stadtteil im Borough of Richmond upon Thames in London (Großbritannien), aufgenommen. Toningenieur war Bob Hall, und am Tonband agierte Rufus Cartwright.

## Auszeichnungen für Musikverkäufe
| Land/Region       | Auszeichnungen für Musikverkäufe (Land/Region, Auszeichnung, Verkäufe) | Verkäufe |
| ----------------- | ---------------------------------------------------------------------- | -------- |
| Frankreich (SNEP) | Gold                                                                   | 100.000  |
| Kanada (MC)       | Gold                                                                   | 50.000   |
| Insgesamt         | 2× Gold ·                                                              | 150.000  |

Hauptartikel: Supertramp/Auszeichnungen für Musikverkäufe